# Клэр-колледж
Клэр-колледж (англ. Clare College) — один из 31 колледжей Кембриджского университета в Великобритании. Основанный в 1326 году, это второй (после колледжа Питерхаус) по времени основания колледж Кембриджского университета.
Колледж основан, первоначально в составе двух членов, канцлером Кембриджского университет Ричардом Бадью и первоначально был назван University Hall (Университетский Дом). В 1338 году колледж переименован в Clare Hall в знак признательности Элизабет де Клер (1295—1360), внучке английского короля Эдуарда I за финансовую помощь, которая могла обеспечить 20 членов и 10 студентов колледжа.
В 1856 году колледж был переименован в Clare College (Клэр-колледж). Новый Клэр Холл был основан Клэр-колледжом в 1966 году исключительно для лиц с высшим образованием для получения послевузовского образования (аспирантура и докторантура).

## Известные выпускники
- Акройд, Питер — британский писатель, поэт и литературный критик
- Аттенборо, Дэвид — один из самых знаменитых в мире телеведущих и натуралистов
- Корнуоллис, Чарльз — британский военный и государственный деятель
- Коулсон, Кристиан — английский актёр
- Линден-Белл, Дональд — английский астрофизик
- Мьевиль, Чайна — британский писатель-фантаст
- Пелэм-Холлс, Томас — премьер-министр Великобритании (1754—1756, 1757—1762)
- Пиппард, Брайан — британский физик, первый президент Клэр-Холл
- Сассун, Зигфрид — английский писатель и поэт
- Тейлор, Ричард Лоуренс — британо-американский математик
- Тиллотсон, Джон — 80-й архиепископ Кентерберийский (1691—1694)
- Уайлс, Эндрю Джон — английский и американский математик, доказавший Великую теорему Ферма
- Уистон, Уильям — английский учёный-энциклопедист, историк, математик, теолог
- Хант, Тимоти — британский биохимик, лауреат Нобелевской премии в области медицины и физиологии (2001)
- Хенли, Джорджи — английская актриса
- Шеклтон, Николас — британский учёный-геолог, пионер палеоклиматологии, а также палеоокеанолог, специалист по четвертичному периоду, чьи исследования определили циклы ледникового периода

Клэр-колледж
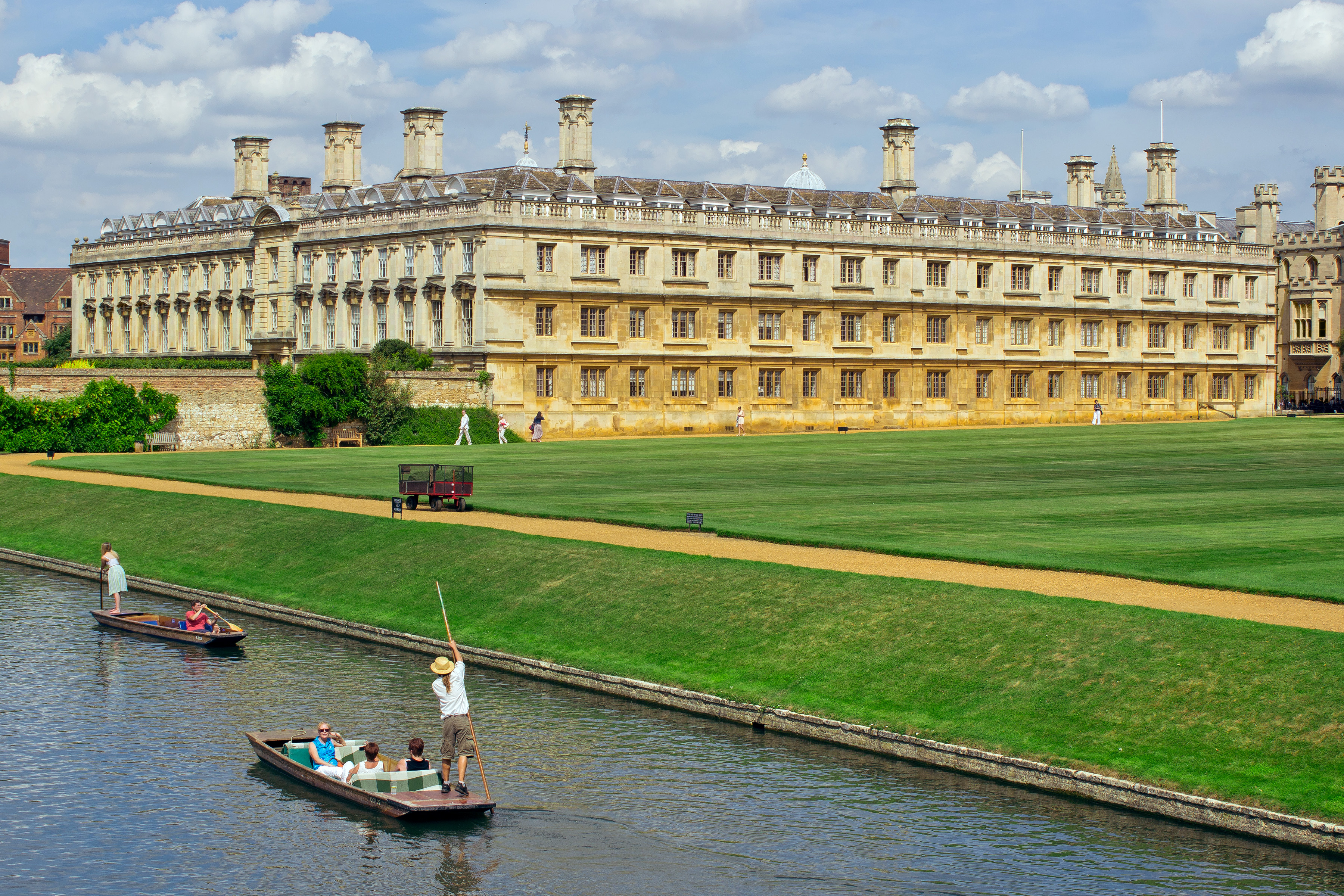
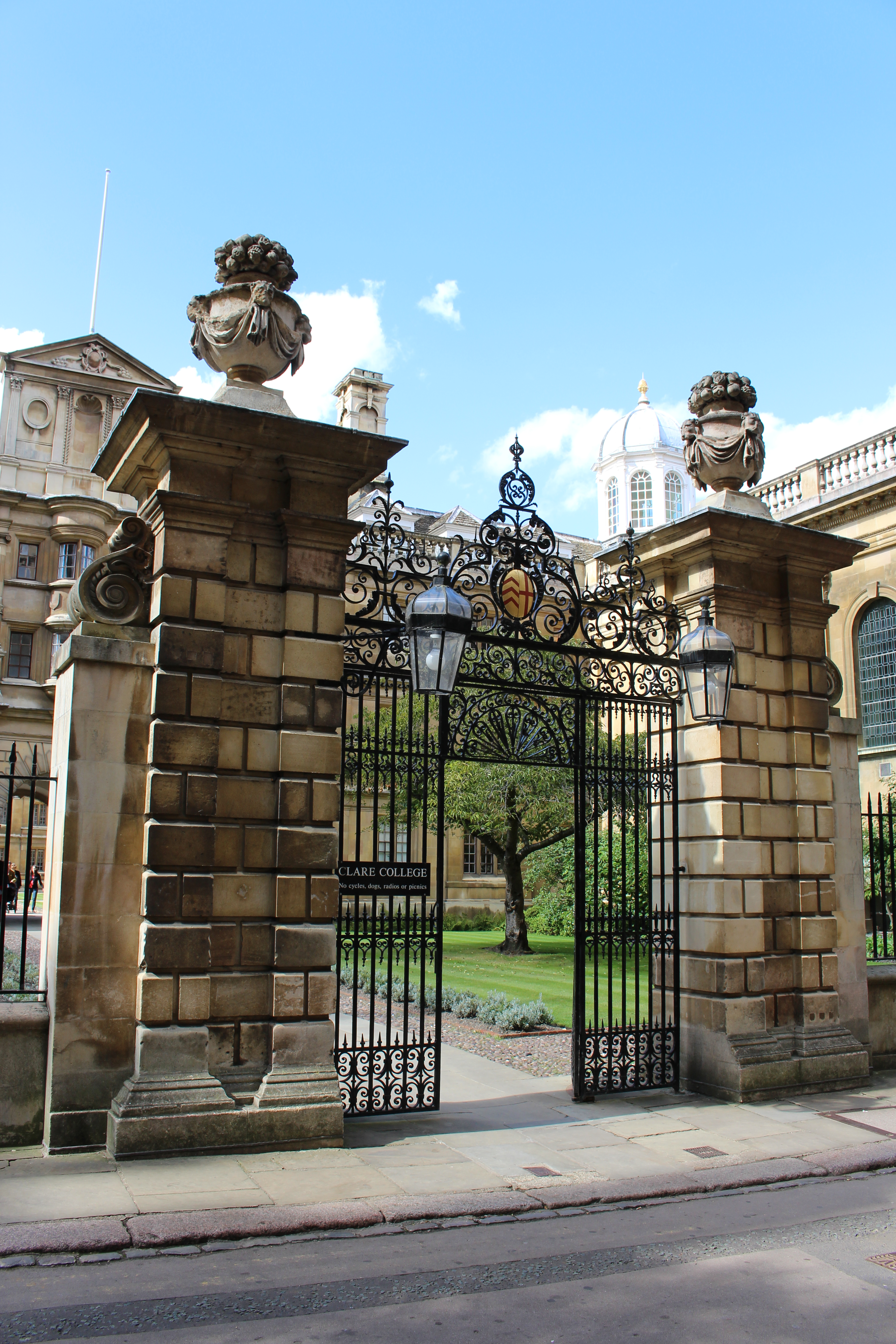
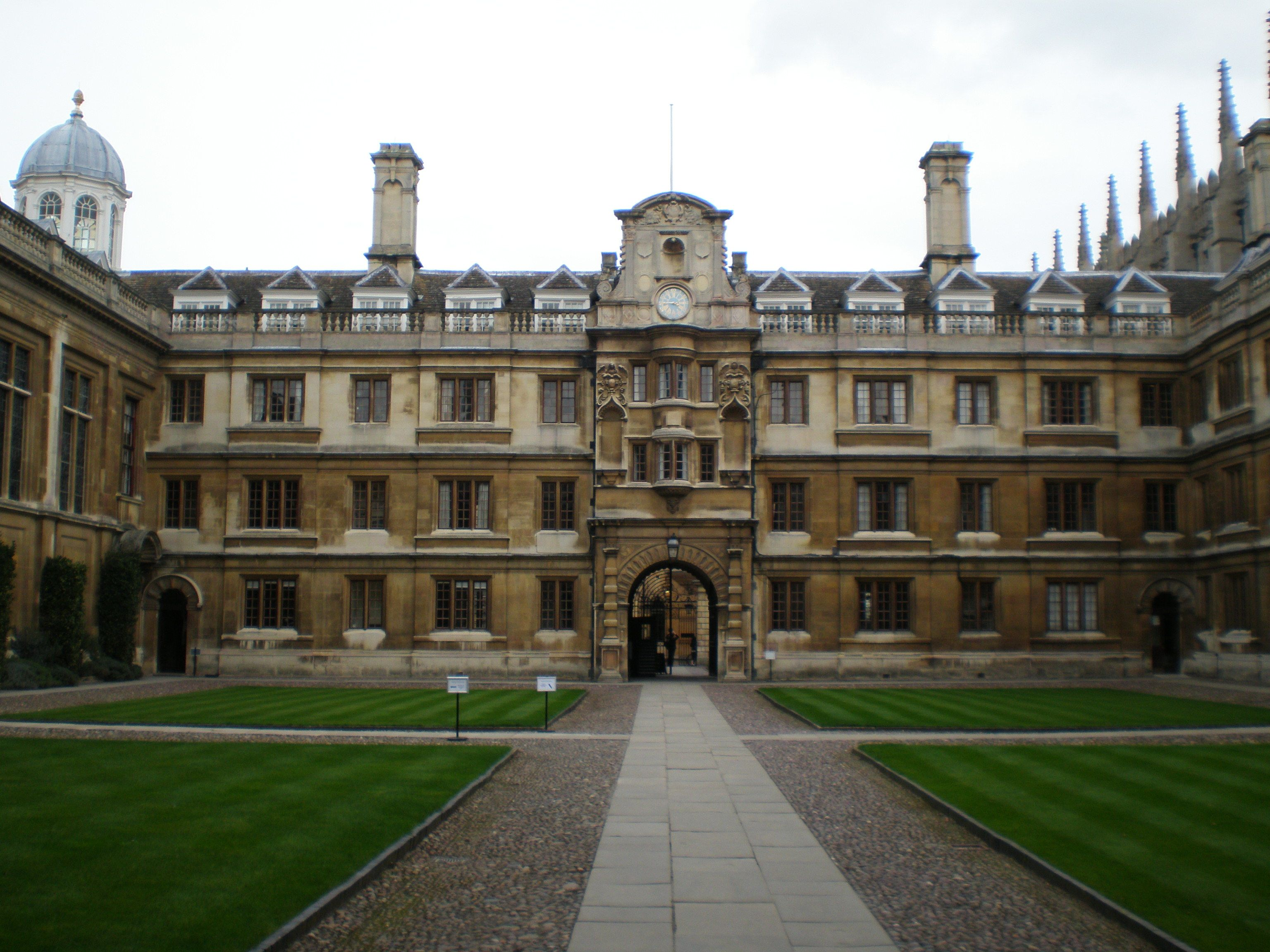
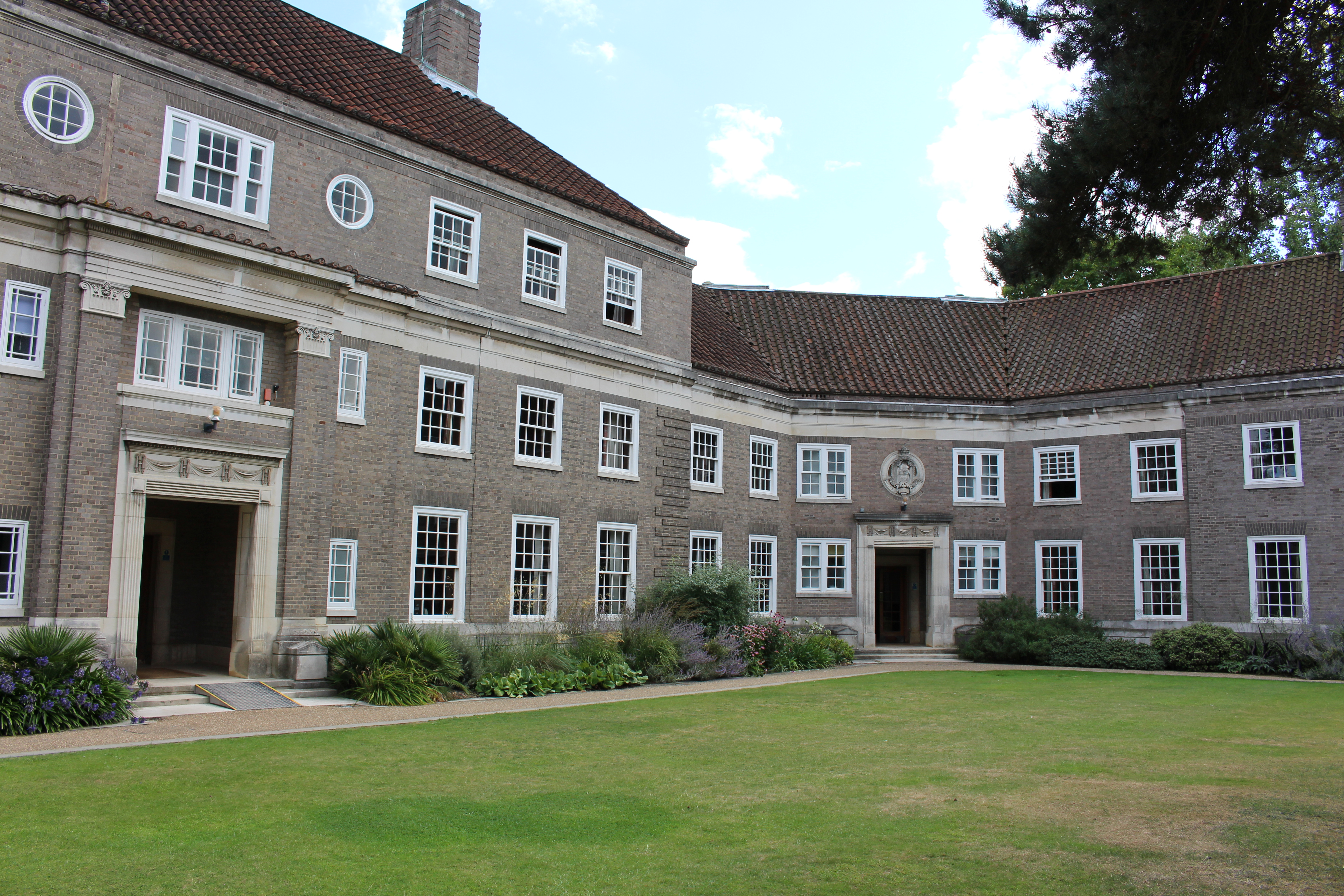
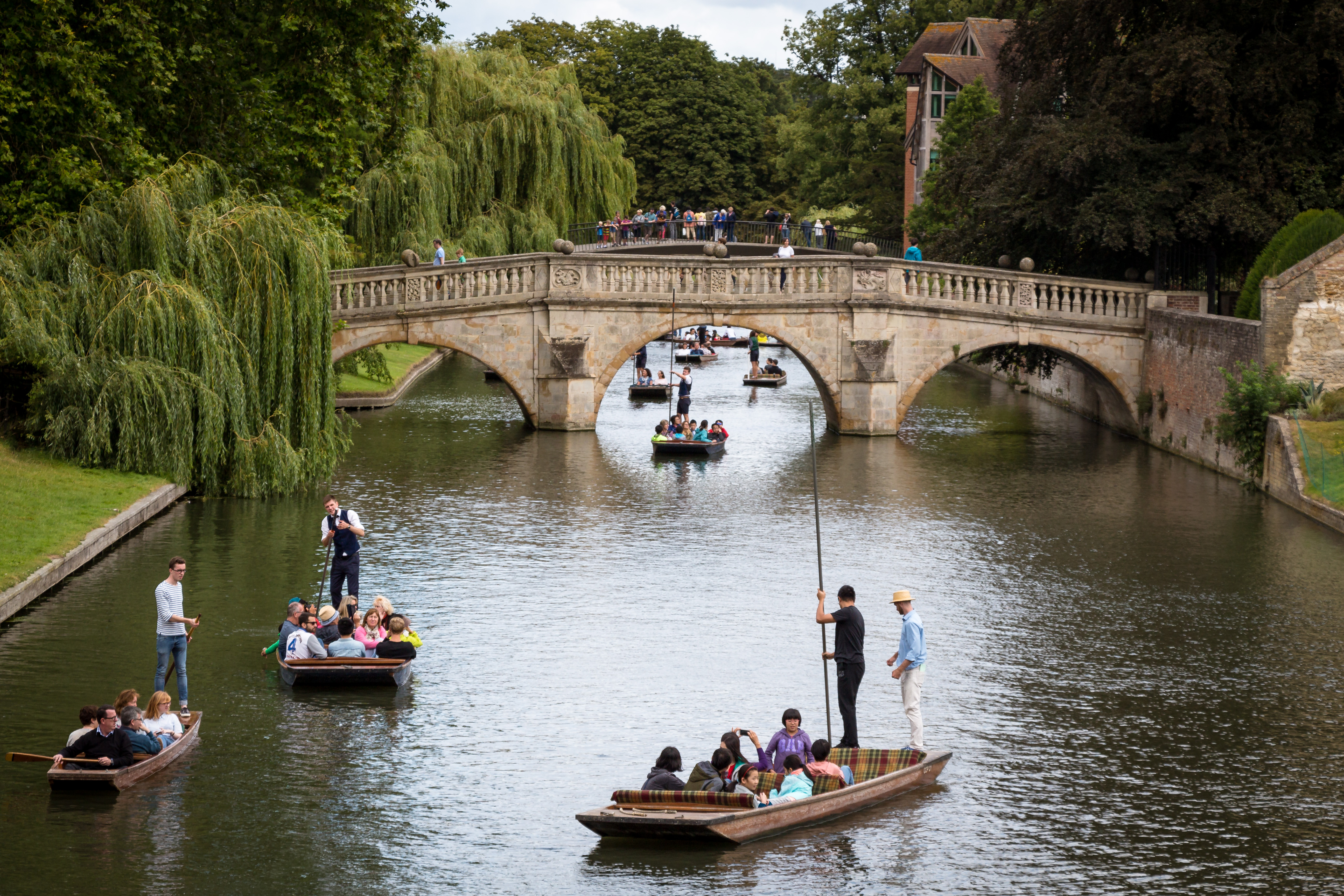
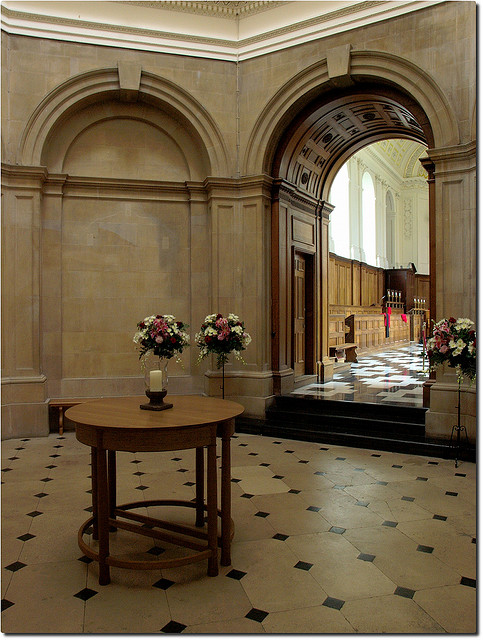
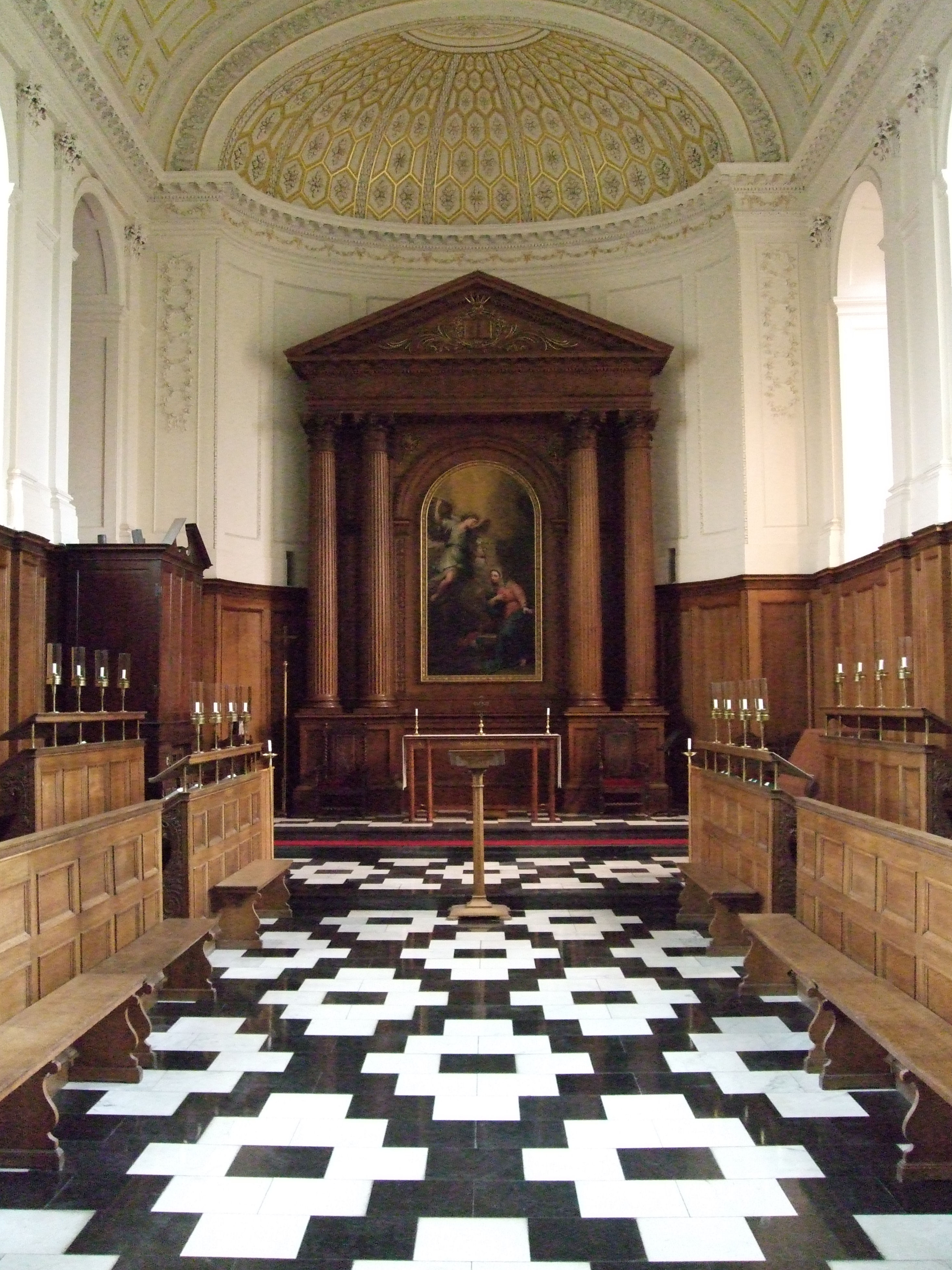
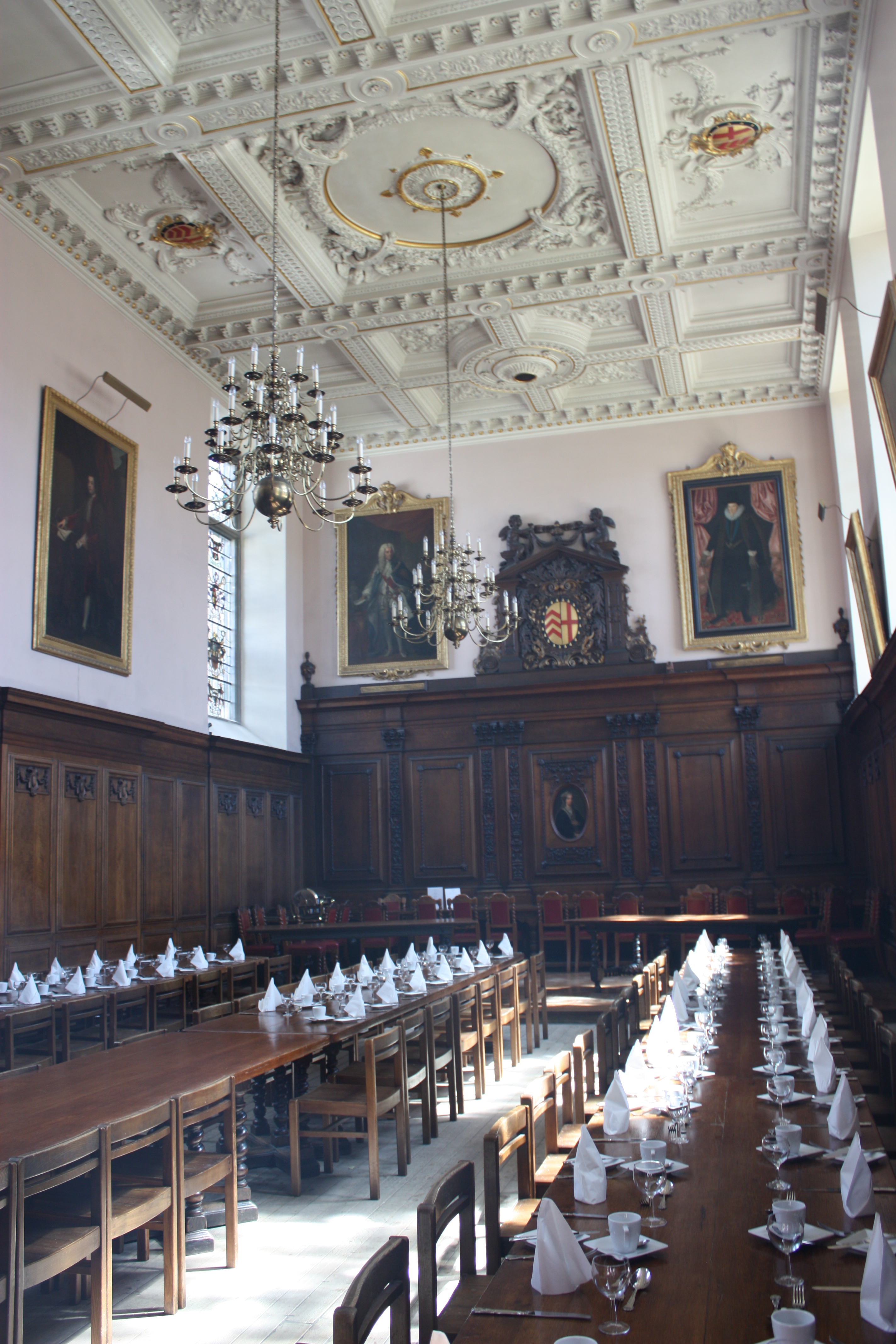